# Alain Plagne
Alain Plagne (* 1970) ist ein französischer Mathematiker.
Plagne wurde 1998 bei Jean-Marc Deshouillers an der Universität Bordeaux I promoviert. Der Titel seiner Dissertation lautete: „Points entiers sur les courbes strictement convexes, sommes de sous-ensembles et codes de recouvrement“. Er arbeitet am Centre de Mathématiques Laurent Schwartz der École polytechnique in Paris.
2003 erhielt er den European Prize in Combinatorics für Arbeiten zur kombinatorischen Zahlentheorie. Er befasst sich auch mit Kodierungstheorie und additiver Kombinatorik.